# Abbaye de Nogent-l'Artaud
L'abbaye de Nogent-l'Artaud est une abbaye de Clarisses, dédiée à Saint-Louis, fondée en 1299 par Blanche d'Artois, comtesse de Champagne et reine de Navarre. Il en reste d'importants vestiges. Le site est classé aux Monuments Historiques en 1942.

## Histoire

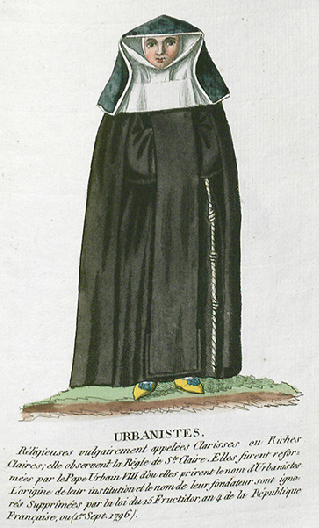
Urbanistes.

Cette abbaye est fondée en 1299 par Blanche, reine de Navarre et comtesse de Champagne, confirmée et augmentée par sa fille Jeanne, épouse de Philippe le Bel.
Les religieuses sont des clarisses de l'Ordre de Saint-François, modifié par le pape Urbain IV en 1264 ; Ce sont des Clarisses urbanistes. Elles sont cloîtrées. Leur costume consiste en une robe de serge grise, serrée d'un gros cordon de fil blanc avec nœuds. Pour le chœur ou les cérémonies, elles portent un manteau comme la robe ; sur la tête, elles ont un voile noir, en forme de capuce.
Pendant la guerre de Cent Ans, l'abbaye est partiellement démantelée et les religieuses chassées en 1339. Les Anglais ravagent l’abbaye à plusieurs reprises en 1422, 1427 et 1452. En 1477, l'abbaye est restaurée et 8 clarisses, venant de l'abbaye Saint Marcel de Paris s'y réinstallent. D'autres anciennes religieuses reviennent, et le nombre s’élève à vingt. Elles parviennent à rétablir le couvent, à le relever de ses ruines, à rebâtir le cloître et la chapelle.
En 1634, les religieuses obtiennent d'Urbain VIII une bulle prescrivant que l'élection des abbesses aurait lieu tous les trois ans, avec réélection possible. On parle d'abbesse triennale. En 1670, l'abbesse remet l'abbaye et l'élection de l'abbesse entre les mains du roi, les religieuses renonçant aux élections.
Le 13 février 1790, l'Assemblée constituante prononce l'abolition des vœux monastiques et la suppression des congrégations religieuses. Les religieuses qui y vivent encore sont dispersées en 1792.

## Abbesses
Les abbesses sont appelées Madame.

Liste d'après Gallia Christiana:
1. Adeline, première abbesse.
2. Madeleine de Bolet.
3. Béatrice de Poltron.
4. Jeanne, la Maréchalle.
5. Jeanne de Bolet.
6. Jeanne, Parisienne.
7. Jeanne de Focis.
8. De Carra, la Louve.
9. Madeleine, de Pontoise.
10. Marie, Du Val.
11. Jeanne, Pignorine.
12. Jeanne, de Ferrières ou Feignières
13. ~1425 : Ada ou Ade de la Porte
14. Jeanne Teste ou Texte (†1501), religieuse de Longchamp
15. 1501 : Aliénor ou Éléonore de Rustan (†1501), venait de l'abbaye de Saint-Marcel à Paris.
16. 1501-1509 : Yolande de Luxembourg fut élue abbesse par les clarisses de Montcel en 1509.
17. 1509-1529 : Philippine du Puy (†1529).
18. 1529 : Jeanne Digne.
19. ~1538 : Madeleine de Brie
20. ~1560 : Gabrielle de Conflans.
21. ~1568-1590 : Charlotte d'Allonville
22. 1590-1593 : Guillelmine Marteau (†1593).
23. 1593-1597 : Philippine Dessasses, se démit en faveur de Marie Le Picart.
24. 1598: Marie Le Picart (†1612), religieuse dominicaine de Poissy, démissionne en février 1610.
25. 1610-1622 : Anne de Marle (†1622).
26. 1622-1636 :Marie de Beauvais (†1636) se retira à Meaux.
27. 1636 : Elisabeth Charlet (†1656).
28. 1645-1654 : Marguerite de Lesguisé d'Aigremont.
29. 1664 : Marie de Beauvais (†1668).
30. 1668-1670 : Pétronille Brayer (†1670).
31. 1670 - : Louise Peit
32. 1676 : Geneviève de Thiville († 1687)
33. 1687-1690 : Claudine Bobé ou Babé.
34. 1690-1693 : Catherine Rolland.
35. 1693-1694 : Marguerite Richard (†1694).
36. 1694-1697 : Marguerite Potel.
37. 1697-1702 : Marguerite d'Accole.
38. 1702-1705 : Catherine de Villambray d'Ansbourg (†1717).
39. 1705-1711 : Louise de Beaurins, venant de l'abbaye de Moncet et fut élue ansuite abbesse de Moncel en 1712.
40. 1711-1716 : Marguerite Potel (†1716).
41. 1716 : Catherine de Villambray d'Ansbourg (†1717).
42. 1718-1724 : Thérèse Dalican (†1742).
43. 1724-1736 : Jeanne Damoreau (†1736).
44. 1736-1739 : Marguerite Genée.
45. 1739-1742 : Thérèse Dalican (†1742).
46. 1742-1792 : Catherine-Marguerite Raulin.